# Potamon fluviatile
Potamon fluviatile (лат.) — пресноводный краб из рода Potamon, встречающийся в Южной Европе в лесных ручьях, реках, озёрах или около них. Он всеяден, экологически вынослив, живёт 10—15 лет. Взрослые особи вырастают до 5 см. Обитает в норах, агрессивен. Вероятно, способен выгонять местных речных раков из их нор.
Употреблялся в пищу со времён классической античности, сейчас находится под угрозой из-за чрезмерного вылова. Многие островные популяции этого вида частично уязвимы, а его мальтийский подвид стал одним из символов борьбы за сохранение видов. Популяция этого вида в Риме — единственная популяция пресноводных крабов в центре большого города. В Рим Potamon fluviatile могли быть завезены ещё до возникновения имперской власти.

## Описание
Карапакс взрослой особи может достигать в длину 5 см, самки обычно мельче самцов. Как и у других крабов, форма его тела грубо приближается к квадрату, сильно уменьшенное брюшко спрятано под головогрудью. На головогруди 5 пар ног, первая пара вооружена крупными клешнями.
Эти крабы обычно живут от 10 до 12 лет. Зимой не линяют. Спаривание может длиться от 30 минут до 21 часа, нерест обычно в августе. Самка откладывает яйца на свои брюшные ножки и носит их там вплоть до вылупления крабиков. Крабики вылупляются сразу похожими на взрослых, пройдя личиночную стадию ещё в яйце.
Potamon fluviatile съедобен, это отражено и в одном из вариантов его латинского видового названия: «edulis». Он был известен ещё древним грекам. Возможно, именно этот вид изображён на медалях, найденных в Агридженто, Сицилия. Позже изображение этого краба появилось на пятицентовой монете в последней серии мальтийских лир, выпущенной непосредственно перед переходом Мальты на евро в 2007.

## Роль в экосистеме
Potamon fluviatile всеяден, он питается растениями, соскребает с различных поверхностей водоросли, охотится на лягушек, головастиков, различных беспозвоночных: личинок насекомых, улиток и червей. Ни один хищник не специализируется на добывании этого краба, но время от времени на него охотятся крысы, лисицы, хорьки, хищные птицы и сойки. Из хищников для этого вида наиболее опасен человек, один ловец может собрать от 3000 до 10000 крабов за сезон.
Взрослые крабы живут в норах, молодые прячутся под камнями. Вход в нору всегда находится выше уровня воды, может располагаться на высоте до 5 метров над водной поверхностью. Норы достигают длины до 80 см. Вероятно, они служат крабу для защиты от холода.
Этот вид агрессивен, атакует обычно более крупной правой клешнёй, 90 % особей — правши.
В Апеннинах Potamon fluviatile встречается только на южных склонах водоразделов, в отличие от речного рака Austropotamobius pallipes, который встречается и на южных, и на северных склонах. Хотя их ареалы частично перекрываются, эти 2 вида никогда не делят одни и те же водоёмы, скорее всего потому, что краб вытесняет рака, вынужденного селиться в менее благоприятных для жизни местах, где крабу просто не выжить. Завезённые виды раков представляют для этого краба большую угрозу, чем виды аборигенные. Однако наиболее угрожают этому виду следующие факторы: загрязнение, чрезмерный вылов, осушение болот.

## Распространение
Естественный ареал Potamon fluviatile крайне фрагментирован, он включает части различных стран на побережье Средиземного моря. Этот вид встречается на Апеннинском полуострове, на Балканах от Далмации до реки Вардар в Греции. Также обитает на таких островах, как: Сицилия, Мальта, Гоцо, Ионические острова, Эгейские острова, Северные Спорады, а также остров Андрос из группы Киклад. Хотя этот вид в целом широко распространён, его численность снижается, а указанные островные популяции частично уязвимы.

### Италия
Potamon fluviatile широко распространён в западной части Апеннинского полуострова, в областях Трентино-Альто-Адидже, Ломбардия, Венеция, Лигурия, Тоскана, Умбрия, Лацио, Кампания, Апулия и Калабрия. Также распространён на острове Сицилия. К северу от реки По сейчас не встречается, хотя ранее северной границей его ареала было озеро Гарда.
В 1997 в центре Рима, под руинами Форума Траяна была обнаружена популяция Potamon fluviatile. Здесь крабы жили в каналах, построенных ещё этрусками и соединявшихся с Большой Клоакой. Скорее всего, это — единственная популяция каких-либо пресноводных крабов, обитающая в большом городе. Генетический анализ показал родство обнаруженных крабов с греческими представителями вида. Считается, что греки завезли их сюда около 3000 лет назад, ещё до основания Рима. Необычно крупные размеры римских крабов (до 12 см), а также их долгожительство (живут до 15 лет) объясняются явлением, аналогичным «островному гигантизму», и также считаются доказательствами того, что эта популяция существует уже давно.

### Мальта
На Мальте этот вид малочисленен, распространён только в некоторых местах на западе острова. С 1993 защищён законодательно.
На острове Гоцо существует отдельная популяция, обитающая на участке ущелий, иногда затопляемых дождевой водой, чья длина составляет всего 700 метров.

### Балканы
На Балканском полуострове встречается в Хорватии, Черногории, Республике Македонии, Албании и Греции. На Балканах встречаются 4 вида из рода Potamon, в северо-восточной Греции вместо Potamon fluviatile обитает его ближайший родственник Potamon ibericum. В континентальной Греции Potamon fluviatile встречается в бассейнах рек Вардар, Тиамис, Ахерон, Арахтос, Пинеиос, Пирос-Тетреас, Памисос и Эврот.
На Ионийских островах известно только одно место обитания на Корфу, такая же картина наблюдается на Кефалонии, Лефкасе и Закинфе. Из островов Эгейского моря встречается на Скиатосе и Скопелосе (Северные Спорады), а также на островах Эвбея и Скирос. Одно место обитания известно на острове Андрос (Киклады).
Также краб был замечен на острове Кипр,в горном ручье, у подножий гор Троодос.